# Escut de Noruega
L'escut de Noruega és un dels més antics d'Europa. Té l'origen en les armes personals la casa reial. Magne el Descalç (1093-1103) fou el primer rei a fer servir un lleó com a estendard. Haakon el Vell (1217-1263) usava ja un escut amb un lleó. El 1280, el rei Eric Magnusson hi va afegir la corona i la destral, arma al·lusiva al martiri de sant Olaf, que caigué mort a la batalla de Stiklestad el 1030.

## Descripció
Si bé els elements s'han mantingut al llarg dels segles, el disseny de l'escut ha sofert variacions segons anaven canviant les modes heràldiques. A la baixa edat mitjana, el mànec de la destral va anar creixent fins a semblar una alabarda. El mànec normalment era corbat per encaixar millor amb la forma dels escuts d'aleshores, i també amb les monedes. L'alabarda va deixar d'utilitzar-se i es va reintroduir la destral curta a partir del reial decret del 10 de juliol de 1844, en què es va instituir el primer disseny oficial. El 1905 es va tornar a canviar oficialment l'escut i es va adoptar un model medievalitzant, de forma triangular i amb el lleó més dret., obra del pintor Eilif Peterssen. La versió actual data de 1937, si bé fou lleugerament modificada el 20 de maig de 1992.

## Blasonament
De gules, un lleó coronat d'or empunyant una destral d'argent manegada d'or. La destral és una al·lusió a la mort de Sant Olaf, que va morir el 29 de julio de 1030 durant la batalla de Stiklestad, ferit per aquesta arma. Per timbre, una corona reial.

## Armes reials

Armes reials de Noruega

Les armes de la casa reial noruega usen la versió del 1905, voltada pel collar del Reial Orde Noruec de Sant Olaf.
L'escut és dins un mantell de gules folrat d'ermini i embellit d'or, timbrat amb la corona reial.

## Escuts usats anteriorment

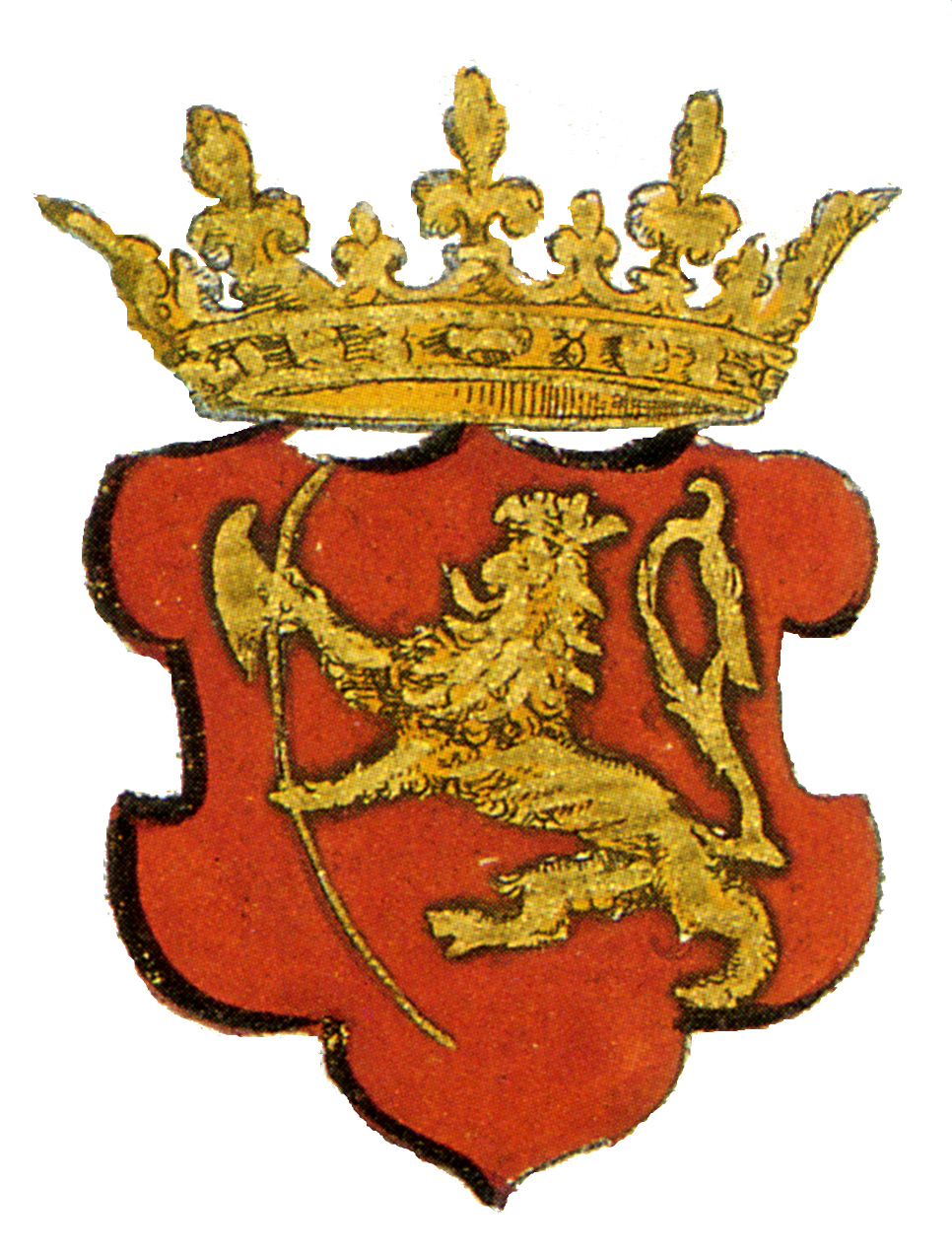
Escut de 1580
Escut de 1733
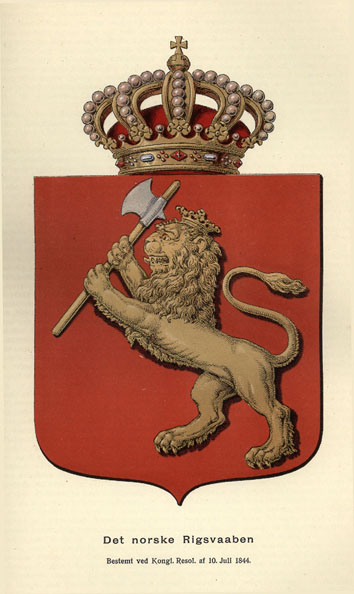
Escut de 1844
Escut de 1905